# Alexandre Caillot
Alexandre Caillot (ur. 21 czerwca 1861 w Doyet, zm. 5 stycznia 1957) – francuski duchowny katolicki, biskup diecezjalny Grenoble w latach 1917-1957.

## Życiorys
Święcenia kapłańskie otrzymał 29 czerwca 1884 i inkardynowany został do diecezji Moulins.
22 marca 1917 papież Benedykt XV mianował go ordynariuszem diecezji Grenoble. Sakry udzielił mu jego dotychczasowy zwierzchnik bp Jean Baptiste Penon.
Od śmierci w marcu 1956 włoskiego biskupa Antonio di Tommaso był najstarszym żyjącym katolickim hierarchą.